# Coco Mulongo Nzemba Jacques
Coco Mulongo Nzemba Jacques, né le 27 décembre 1970 à Kinshasa, est un homme politique de la république démocratique du Congo. Il est élu député national pour la circonscription de Lubumbashi-Ville (Haut-Katanga) à deux reprises, en 2011 et 2018.

## Naissance et parents.
Coco Mulongo Nzemba Jacques est né à Kinshasa le 27 décembre 1970 d'une mère congolaise, Charlotte Luzolo Kenge, et d'un père congolais, Georges Mulongo Misha Kabange qui fut 2ème Vice-Président du Comité Central du MPR Parti-État entre 1982 et son décès en 1988. 

## Études et formations
Coco Mulongo fait ses études primaires et secondaires à Lubumbashi. D'abord à l'Institut Maadini de la Gécamines. Ensuite il termine ses études secondaires à l’Institut Kitumaini où il est diplômé d'État en 1988. 
En l'an 2000, il décroche une licence en économie pure et industrielle à l'université de Lubumbashi.

## Carrière politique et professionnelle.
Le 28 novembre 2011 ont lieu les élections présidentielles en même temps que les élections législatives. Joseph Kabila est réélu face à Étienne Tshisekedi. 
Le 26 janvier 2012, la CENI proclame les résultats des élections des députés nationaux. Coco Mulongo est élu député national pour la circonscription de Lubumbashi Ville sur la liste de l'Union pour la démocratie et le progrès social (UDPS) . 
Le 30 décembre 2018 se tiennent les élections présidentielle, législatives et provinciales en RDC. Félix Tshisekedi (UDPS) est proclamé vainqueur de l'élection présidentielle devant Martin Fayulu (Lamuka) et Emmanuel Ramazani Shadary (FCC). Coco Mulongo Jacques est réélu député national dans la circonscription de Lubumbashi-Ville sur la liste du parti UDPS.
Le 2 juin 2019, Coco Mulongo est nommé administrateur de la Société nationale des chemins de fer du Congo (SNCC) par ordonnance présidentielle portant nomination de nouveaux mandataires de la SNCC. Les mandataires sont notifiés officiellement par le ministre du Portefeuille le 24 juin 2020.
Le 29 août 2022, Coco Mulongo est nommé directeur général de la Caisse nationale de péréquation (CNP) par ordonnance présidentielle. Organisme de droit public, la CNP a pour mission de financer des projets au programme d'investissements publics en vue d'assurer la solidarité nationale et de corriger les déséquilibres de développement entre les provinces et les autres entités territoriales décentralisées en RDC.

## Activités sociales et sportives
Le 17 juin 2019, Coco est élu premier vice-président du Football Club Saint Éloi Lupopo dans le comité présidé par Pascal Beveraggi. Lors de l'Assemblée Générale Extraordinaire et Élective du club le 25 octobre 2022, il est réélu élu premier vice-président du Club Lupopo présidé par Jacques Kyabula Katwe, Gouverneur de la Province du Haut-Katanga.